# Saltfjord
Der Saltfjord (lulesamisch: Sáltovuodna) ist ein breiter Fjord in Norwegen, südlich der Stadt Bodø. Das Gebiet gehört zum Fylke Nordland.

## Lage und Gliederung
Der äußere und "eigentliche" Teil des Fjords liegt in den Kommunen Bodø und Gildeskål und hat eine Länge von 40 km. Inklusive des inneren Teils, dem Seitenarm Skjerstadfjord, von dem der Saltdalsfjord und der Misværfjord abzweigen, ist das gesamte Fjordsystem ca. 80 Kilometer lang. Über die drei Meerengen Saltstraumen, Godøystraumen und Sundstraumen ist der äußere Teil des Fjords mit seinem inneren Teil verbunden. Zwischen dieser Verbindung liegen die zwei Inseln Knaplundsøya (Godøya) und Straumøya. Neben diesen zwei Inseln gibt es an der Öffnung des Fjords im südlichen Bereich die Insel Sandhornøya und eine Anzahl kleinerer Inseln vor Sandhornøya als auch vor der Halbinsel Bodø. Im äußeren Bereich des Fjords liegt der Leuchtturm Tennholmen fyr.

## Beschaffenheit
Die größte Tiefe am äußeren Bereich des Saltfjords beträgt 500 Meter, während die Tiefe nördlich von Straumøya in der Mitte des Fjords zwischen 200 und 375 Metern variiert.

## Verkehrswege
Die Nordlandbahn und der Riksvei 80 verlaufen auf der Nordseite des Saltfjords. Östlich von Vestre Løding beginnt die Küstenstraße Fv17, die im Osten des Fjords nach Süden entlang der Helgelandküste weiter führt.

## Umweltschutz
Die norwegische Behörde für Lebensmittelsicherheit warnt vor dem Verzehr von Krabben aus den Bereichen Saltfjord und nördlich davon, wegen einer Belastung mit Cadmium, ohne dass die Quelle der Verschmutzung identifiziert werden konnte.

## Verweise
1. ↑  Geir Thorsnæs: Saltfjorden. In: Store norske leksikon. 31. Mai 2016 (norwegisch, snl.no [abgerufen am 19. Juli 2021]).
2. ↑  Norgeskart. Abgerufen am 19. Juli 2021.
3. ↑  Mattilsynet: Opprettholder advarsel mot krabber fra nord. 19. April 2013, abgerufen am 19. Juli 2021 (norwegisch).